# Pizzo Bianco
Pizzo Bianco är en bergstopp i Schweiz.   Den ligger i regionen Maloja och kantonen Graubünden, i den östra delen av landet, 200 km öster om huvudstaden Bern. Toppen på Pizzo Bianco är 3 995 meter över havet. Pizzo Bianco ingår i Bernina.
Terrängen runt Pizzo Bianco är huvudsakligen bergig. Pizzo Bianco är den högsta punkten i trakten. Närmaste större samhälle är Poschiavo, 13,3 km sydost om Pizzo Bianco. 
Trakten runt Pizzo Bianco är permanent täckt av is och snö. Runt Pizzo Bianco är det glesbefolkat, med 17 invånare per kvadratkilometer.